# سندهرست، کنت
سندهرست (به انگلیسی: Sandhurst) یک روستا و محله مدنی در بریتانیا است که در Tunbridge Wells واقع شده‌است. سندهرست ۱٬۴۷۸ نفر جمعیت دارد.